# 鍾易仲
鍾易仲（1982年9月28日—），中華民國政治人物，中國國民黨籍，現任高雄市議員，曾任高美醫專副校長、國會助理。出生於高雄市美濃區，2016年首次參選立法委員失利，2018年參選高雄市議員獲得選區最高票，2022年順利連任。2023年獲國民黨提名參選立法委員（鳳山區），未能當選。

## 選舉紀錄
| 年度 | 選舉屆數             | 選舉區           | 所屬政黨   | 得票數 | 得票率 | 當選標記 | 備註 |
| ---- | -------------------- | ---------------- | ---------- | ------ | ------ | -------- | ---- |
| 2016 | 第九屆立法委員選舉   | 高雄市第一選舉區 | 中國國民黨 | 58,689 | 39.62% |          |      |
| 2018 | 第三屆高雄市議員選舉 | 高雄市第九選舉區 | 中國國民黨 | 30,069 | 14.70% |          |      |
| 2022 | 第四屆高雄市議員選舉 | 高雄市第九選舉區 | 中國國民黨 | 18,619 | 11.43% |          |      |
| 2024 | 第十一屆立法委員選舉 | 高雄市第七選舉區 | 中國國民黨 | 89,355 | 42.97% |          |      |

## 外部連結
- 鍾易仲的Facebook專頁
- 鍾易仲的Instagram帳戶
- 高雄市議會鍾易仲議員 （页面存档备份，存于）